# Stålefall
Stålefall är en medeltida gård i Åsbo socken, Boxholms kommun. Gården har bestått av 1/2 hemman frälse.
På gården finns 5 stycken röjningsrösen från bronsåldern, järnåldern eller medeltiden. De är tre till sju meter i diameter och 20 till 50 centimeter höga. Samlingarna består av stenar som är 10 till 40 centimeter.

## Torp och backstugor

### Botten
Är en backstuga som nämns första gången 1871. De sista boende var Karl Fredrik Andersson som flyttade 1890. Resterna av backstugan består av en syllstensrad som är 10 kvadratmeter, 50 centimeter bred och 20 till 30 centimeter hög. Den är gjord av 20 till 60 centimeter stenar. Två spismursrösen som består av storstenstegel och maskinslaget tegel. Lämningens avgränsning i söder är oklar.

### Sandstugan
Sandstugen är en backstuga från 1700-talet. De sista boende flyttar från det då benämnda torpet 1849.

### Svensberg
Är ett torp från 1700-talet. Den har fått namnet Svensberg efter Sven Gustafsson. De sista boende är en änka under 1860-talet

### Hagbergs
Är ett torp byggt 1852 och dess första boende är änklingen Nils Jonsson.